# Наухатько, Анна Михайловна
Анна Михайловна Наухатько, в девичестве — Калиенко (укр. Ганна Михайлівна Наухатько; 15 августа 1925 год, село Семёновка — 9 сентября 2005 год) — колхозница, звеньевая колхоза «Развёрнутым фронтом» Семёновского района Полтавская область, Украинская ССР. Герой Социалистического Труда (1948).

## Биография
Родилась 15 августа 1925 года в крестьянской семье в селе Тарасовка. С 1945 года работала в колхозе «Развёрнутым фронтом» Семёновского района в селе Малиновка. Была назначена звеньевой комсомольского свекловодческого звена.
В 1946 году звено под руководством Анны Калиенко собрало в среднем по 440 центнеров сахарной свеклы с каждого гектара и в 1947 году — по 680 центнеров на участке площадью два гектара. В 1948 году удостоена звания Героя Социалистического Труда «за получение высоких урожаев пшеницы, ржи и сахарной свеклы при выполнении колхозом обязательных поставок и натуроплаты за работу МТС в 1947 году и обеспеченности семенами зерновых культур для весеннего сева 1948 года».
С 1955 года руководила свекловодческим звеном в колхозе имени Мичурина Семёновского района в селе Весёлый Подол.
В 1966 году прекратила работать по состоянию здоровья и в 1968 году вышла на пенсию.

## Награды
- Герой Социалистического Труда — указом Президиума Верховного Совета СССР от 10 мая 1948 года
- Орден Ленина — дважды (1948; 23.06.1949)
- Медаль «За трудовую доблесть» (16.06.1950)